# Kyholm
Kyholm är en ö i Danmark. Den ligger i Region Mittjylland, i den centrala delen av landet. Arean är 0,15 kvadratkilometer.
Terrängen på Kyholm är mycket platt. Öns högsta punkt är 8 meter över havet. Den sträcker sig 0,5 kilometer i nord-sydlig riktning, och 0,6 kilometer i öst-västlig riktning. På ön förekommer gräsmarker och buskar. 